# Berufsverband für Orthopädie und Unfallchirurgie
Der Berufsverband für Orthopädie und Unfallchirurgie (BVOU) (ehemals: Berufsverband der Fachärzte für Orthopädie BVO) ist die größte berufspolitische Organisation in Deutschland für Ärzte in den Fachgebieten Orthopädie und Unfallchirurgie mit nach eigenen Angaben etwa 7000 Mitgliedern und einer Abdeckung von ca. 2/3 der fachspezifischen Praxen. 
Der Verband wurde am 29. April 1951 in der Rechtsform eines eingetragenen Vereines mit Sitz in Berlin gegründet. Der bundesweit agierende Verband wird von einem achtköpfigen Vorstand mit Präsident, zwei Vizepräsidenten, Schatzmeister, drei weiteren Mitgliedern (also sieben gewählte Mitglieder) und dem Generalsekretär der Deutschen Gesellschaft für Orthopädie und Unfallchirurgie (DGOU) geleitet. Die Geschäftsstelle befindet sich in Berlin. Organisatorisch darunter angesiedelt sind flächendeckend Landes- und Bezirksstrukturen mit jeweiligen Landes- und Bezirksobleuten. Die Landesverbände sind regional deckungsgleich mit den Bundesländern mit zwei Ausnahmen: in Nordrhein-Westfalen und in Baden-Württemberg existieren separate Einheiten für Nordrhein und Westfalen bzw. für Baden und Württemberg. 
Der erste Präsident 1951 war Gerhard Pusch (Bad Rappenau), ihm folgten 1952 Ernst Buck-Gramko (Hamburg), 1961 Hubert Waidmann (Lörrach), 1973 Ernst Rausch (Köln), 1982 Georg Holfelder (Frankfurt/Main), 1998 Friedhelm Heber (Neu-Ulm), 2000 Siegfried Götte (München), 2009 Helmut Mälzer (Berlin), 2013 Andreas Gassen (Düsseldorf) und dann ab 2014 Johannes Flechtenmacher (Karlsruhe).  
Der Verband ist Mitveranstalter des jährlichen Deutschen Kongresses für Orthopädie und Unfallchirurgie in Berlin im Herbst,  Mitglied in einer Reihe von nationalen und internationalen Fachorganisationen und (Mit-)Herausgeber der Zeitschrift Orthopädie und Unfallchirurgie. Er setzt und unterhält Kommissionen und Arbeitskreise zu bestimmten orthopädisch-unfallchirurgisch relevanten Themen, zum Teil zusammen mit der  Deutschen Gesellschaft für Orthopädie und Orthopädische Chirurgie (DGOOC) als Allianz Deutscher Orthopäden. Er ist ferner zusammen mit der DGOOC-Gründer und Träger der Fortbildungsakademie Akademie Deutscher Orthopäden (ADO). Der BVOU ist Mitglied im Spitzenverband Fachärzte Deutschlands e.V. (SpiFa). Die Mitgliedschaft im BVOU ist kostenpflichtig; bestimmte Gruppen wie zum Beispiel Ruheständler, Ärzte in Weiterbildung und Medizinstudenten werden beitragsreduziert oder beitragsfrei geführt. 
Ferner existieren unter dem Dach des Berufsverbandes Kompetenznetze in regionaler Ausrichtung (zum Beispiel von den Landesverbänden, aber auch in kleineren regionalen Strukturen), andererseits auch bundesweit zu bestimmten Spezialthemen wie zum Beispiel Endoprothetik, Rheumatologie oder Osteoporose.